# Pla de la Carrera (l'Estany)

El Pla de la Carrera respecte del terme de Castellcir

El Pla de la Carrera és un pla agrícola del terme municipal de l'Estany, a la comarca del Moianès.
Està situat a prop i al nord, nord-est i est de la masia de la Carrera, al nord-est del nucli urbà de l'Estany. És en el vessant sud-oest del Serrat del Vilardell, entre aquest serrat i La Serreta, que queda al sud-oest del Pla de la Carrera.